# Porcellio cribrifer
Porcellio cribrifer är en kräftdjursart som beskrevs av Karl Wilhelm Verhoeff1928. Porcellio cribrifer ingår i släktet Porcellio och familjen Porcellionidae. Inga underarter finns listade i Catalogue of Life.